# Иларий Орлеанский
Иларий Орлеанский (лат. Hilarius, ок. 1090 — после 1148) — средневековый магистр, поэт, автор пьес.

## Биография
Сведений о жизни Илария очень мало. На основании того, что несколько его стихотворений посвящено англичанкам: Еве (I) и Розе (V), предполагают, что он сам мог быть англичанином. В 1116 и 1121 годах — каноник женского монастыря Ронсере в Анже. Около 1125 года — ученик Петра Абеляра в Параклете; по случаю того, что Абеляр пригрозил прекратить занятия в школе из-за поведения учеников, адресовал ему поэму с латинским текстом и рефреном на народном языке: Tort a vers nos li mestres («Учитель к нам несправедлив»). Не исключено, что Абеляру посвящено и его стихотворение «De papa scolastico», построенное по той же модели, что и предыдущее. Вероятно, после 1125 года служил у орлеанского епископа. Возможно, умер каноником аббатства Сен-Виктор.
Сохранилось пятнадцать его стихотворений, изданных Шампольон-Фижаком: «Hilarii versus et ludi» (1832); в числе них три мистерии на библейские сюжеты. Две поэмы посвящены любви к юношам, однако, вероятно, эти стихотворения являются риторическим упражнением. Также ему приписывается несколько стихотворений из Carmina Burana.
1. 1 2 3  Oxford Dictionary of National Biography (англ.) / C. Matthew — Oxford: OUP, 2004.
2. 1 2  Deutsche Nationalbibliothek Record #118999419 // Gemeinsame Normdatei (нем.) — 2012—2016.